# Arado L II
Die Arado L II war ein deutsches Sport- und Reiseflugzeug der Arado Flugzeugwerke.

## Entwicklung

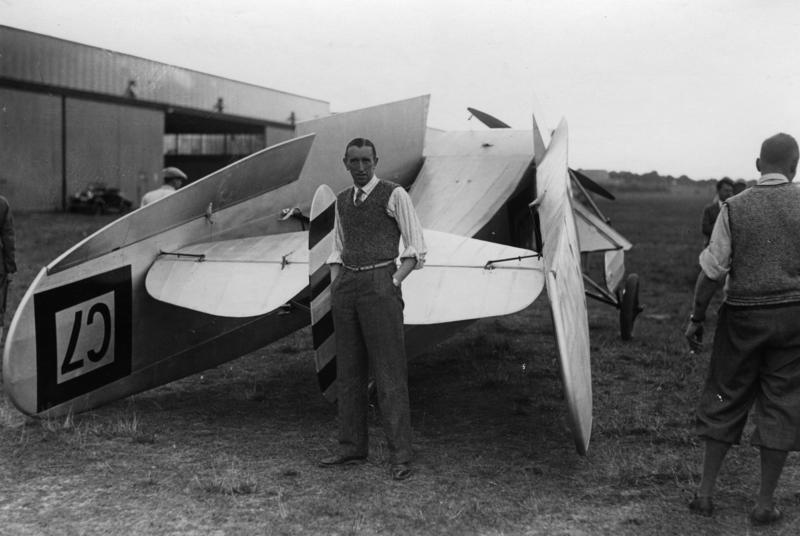
Eine L IIa mit beigeklappten Flächen während des Deutschlandflugs 1931

Der Entwurf der L II wurde 1929 von dem Arado-Chefkonstrukteur Walter Rethel ausgeführt. Eine Besonderheit bildete die Anordnung des Steuerknüppels, der zwischen den Sitzen von der Kabinendecke herabhängend installiert wurde. Im November des Jahres nahm das erste und einzige Exemplar mit der Werknummer 57 die Werkerprobung auf. Bereits bei einem der ersten Versuchsflüge brach das Fahrwerk. Es stellte sich heraus, dass es zu schwach und mit zu geringer Spurbreite ausgelegt worden war, weshalb es noch mehrfach abgeändert wurde. Am 3. Dezember 1929 wurde das auch als „Treff As“ bezeichnete Flugzeug auf dem Flugplatz Berlin-Tempelhof der Öffentlichkeit präsentiert. Die Zulassung erfolgte zwei Monate später mit dem Kennzeichen D–1771.
Für den Europarundflug wurde eine als L IIa bezeichnete Version mit verbreitertem und durch zusätzliche Streben verstärktem Fahrwerk entwickelt, die außerdem um 20 Liter vergrößerte Kraftstoffbehälter erhielt. Gemäß den Wettkampfbestimmungen wurde sie mit beiklappbaren und verstrebten Tragflächen versehen. Es entstand eine kleine Serie von vier Stück mit den Werknummern 58 bis 61, die im Juli 1930 als D–1873 bis D–1876 registriert wurden. Die Flugzeuge selbst waren bereits im April für den Wettbewerb angemeldet worden, drei von Arado und eines durch die DVS. Der Rundflug wurde mit einem Streckenflug über 7560 Kilometer eröffnet, bei dem bereits zwei L IIa wegen technischer Schwierigkeiten ausfielen. Die beiden verbliebenen konnten in dem ursprünglich 101 Flugzeuge umfassenden, aber bereits bei Beginn des Streckenfluges auf 60 Stück zusammengeschrumpften und bei der den Wettkampf beschließenden technischen Bewertung nur noch 35 Maschinen umfassenden Teilnehmerfeld den 18. und 22. Platz belegen. In Anbetracht der zahlreichen Ausfälle war das ein akzeptabler Nachweis der Leistung des erst seit etwa fünf Jahren bestehenden Flugzeugbauunternehmens.
Nach dem Ende des Wettbewerbs blieb ein Exemplar neben dem Prototyp L II im Besitz der Arado Handelsgesellschaft mbH. Die anderen L IIa gingen an verschiedene Halter, davon zwei an die Luftdienst GmbH, wo sie beim Reichsverband der deutschen Luftfahrtindustrie Travemünde (RDL T’de) flogen. Das letzte dieser Flugzeuge war noch bis zum Juni 1937 bei der Flugtechnischen Fachgruppe Berlin eingesetzt. Die von der DVS angemeldete L IIa ging 1931 an die Deutsche Versuchsanstalt für Luftfahrt (DVL) und 1933 an die Düsseldorfer Ortsgruppe des Deutschen Luftsportverbands (DLV).

## Aufbau
Die L II ist ein freitragender, die L IIa ein abgestrebter Schulterdecker in Gemischtbauweise.
Rumpf: Der Rumpf bestand aus einem mit Stoff bespannten Stahlrohrgerüst und Aluminiumblechverkleidung im Triebwerksbereich. Die Kabine war mit zwei nebeneinanderliegenden Sitzen ausgestattet, hinter denen sich eine Leinwand mit Reißverschluss befand, die ein Gepäckfach abdeckte.
Tragwerk: Die trapezförmigen und abgerundeten Tragflächen der L II waren in freitragender, zweiholmiger Holzbauweise ausgeführt und an Ober- und Unterseiten von der Flügelnase bis auf Höhe des hinteren Holms mit Sperrholz beplankt und dahinter stoffbespannt. Die L IIa besaß von der Flügelunterseite zum Rumpf laufende Verstrebungen, die Tragflächen waren außerdem geteilt und nach hinten klappbar. In letzteren waren zwischen den beiden Kastenholmen zwei als Falltanks ausgelegte Kraftstoffbehälter von je 65 l untergebracht. Mit beigeklappten Flächen beanspruchte das Flugzeug einen Raum von 2,75 × 3,26 × 7,52 m.
Leitwerk: Das als verschweißte und stoffbespannte Stahlrohrkonstruktion ausgeführte Leitwerk besaß als typisches Arado-Konstruktionsmerkmal dieser Zeit eine auf der Seitenflosse aufgesetzte und abgestrebte Höhenflosse mit dahinter liegendem Seitenruder. Die Querruder wurden aus einem sperrholzbeplankten Holzrahmen gebildet.
Fahrwerk: L II wie auch L IIa besaßen ein zweigeteiltes Hauptfahrwerk mit Federstreben und ohne Achse mit einem Schleifsporn am Heck.

## Technische Daten
| Kenngröße             | Daten (L II)                                                                | Daten (L IIa)                                                               |
| --------------------- | --------------------------------------------------------------------------- | --------------------------------------------------------------------------- |
| Besatzung             | 2                                                                           | 2                                                                           |
| Spannweite            | 10,50 m                                                                     | 10,9 m 3,26 m mit beigeklappten Tragflächen                                 |
| Länge                 | 6,72 m                                                                      | 6,72 m 7,52 m mit beigeklappten Flächen                                     |
| Höhe                  | 2,28 m                                                                      | 2,28 m 2,75 m mit beigeklappten Flächen                                     |
| Flügelfläche          | 16,0 m²                                                                     | 17,0 m²                                                                     |
| Flächenbelastung      | 41,88 kg/m²                                                                 | 45,88 kg/m²                                                                 |
| Leistungsbelastung    | 8,38 kg/PS                                                                  | 7,09 kg/PS                                                                  |
| Rüstmasse             | 405 kg                                                                      | 460 kg                                                                      |
| Zuladung              | 265 kg                                                                      | 320 kg                                                                      |
| Nutzlast              | k. A.                                                                       | 60 kg                                                                       |
| Startmasse            | 670 kg                                                                      | 780 kg                                                                      |
| Antrieb               | ein luftgekühlter Vierzylinder-Viertakt-Reihenmotor mit hängenden Zylindern | ein luftgekühlter Vierzylinder-Viertakt-Reihenmotor mit hängenden Zylindern |
| Typ                   | Argus As 8                                                                  | Argus As 8                                                                  |
| Startleistung         | 95 PS (70 kW)                                                               | 95 PS (70 kW)                                                               |
| Dauerleistung         | 80 PS (59 kW)                                                               | 80 PS (59 kW)                                                               |
| Kraftstoff            | 110 l                                                                       | 130 l                                                                       |
| Höchstgeschwindigkeit | 162 km/h in 1000 m Höhe                                                     | 166 km/h in 1000 m Höhe                                                     |
| Steigzeit             | 7,0 min auf 1000 m Höhe                                                     | 7,8 min auf 1000 m Höhe 18,1 min auf 2000 m Höhe                            |
| Reichweite            | 700 km                                                                      | 700 km                                                                      |
| Dienstgipfelhöhe      | k. A.                                                                       | 4000 m                                                                      |